# Museo del Reloj (São Paulo)
El Museo del Reloj (en portugués Museu do Relógio) es un museo brasileño de entrada libre y gratuita localizado en la zona oeste de la ciudad de São Paulo, en la sede de DIMEP (Dimas de Melo Pimenta Sistemas de Ponto e Acesso Ltda).
El acervo del museo, de más de 700 piezas e inclusive algunas del siglo XVI, es resultado de las investigaciones e innumerables viajes realizados por el profesor Dimas de Melo Pimenta, a partir de 1950, en busca de relojes raros. Presenta relojes de varios tipos, modelos, marcas, mecanismos y épocas. El museo permite un viaje por el tiempo, además de develar curiosidades sobre los relojes. Es un punto de interés cultural y turístico de la ciudad de São Paulo.